# Darceta severa
Darceta severa är en fjärilsart som beskrevs av Stoll 1782. Darceta severa ingår i släktet Darceta och familjen nattflyn. Inga underarter finns listade i Catalogue of Life.

## Bildgalleri

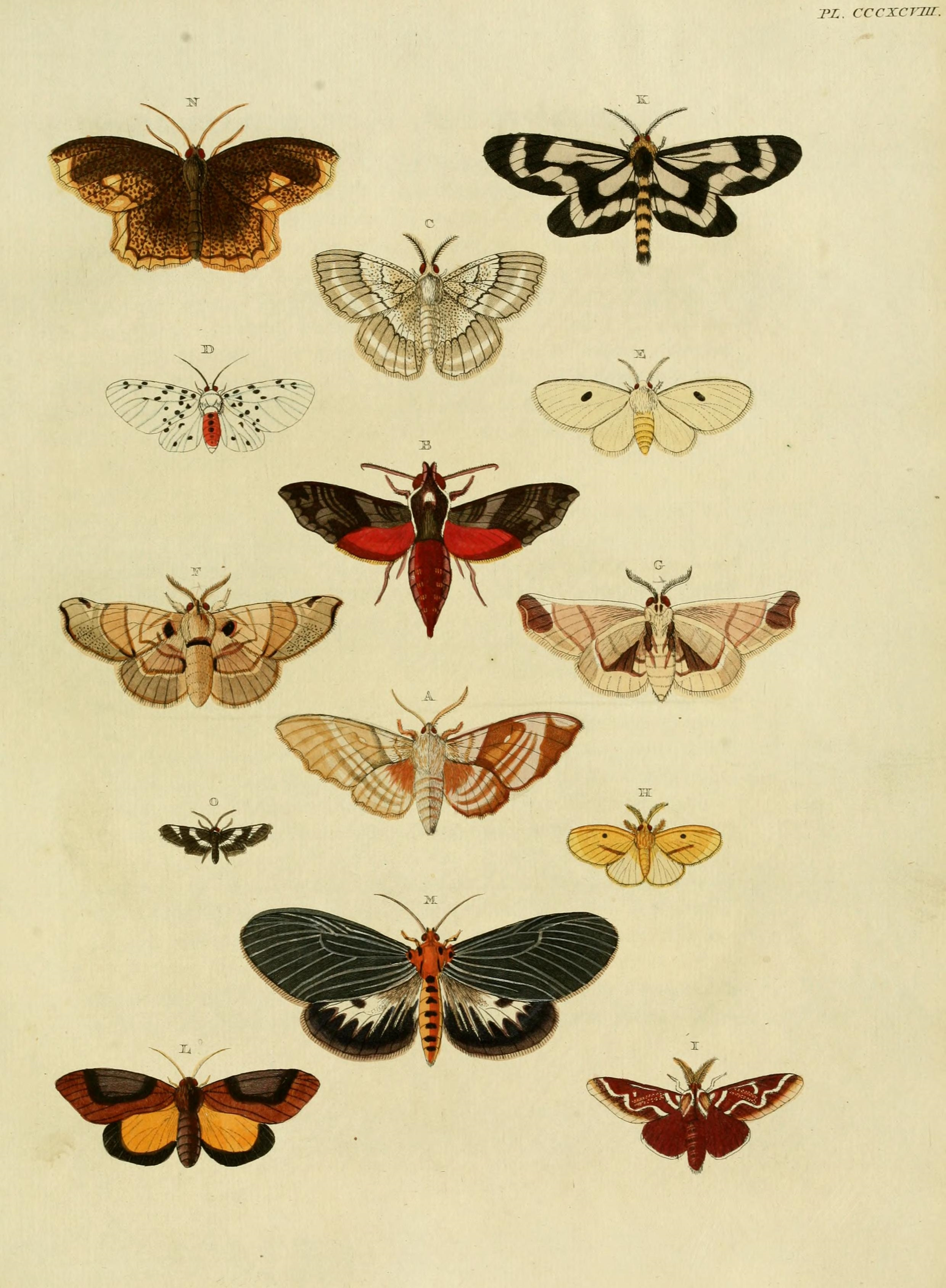